# ГШ-30-1
30-мм авіаційна гармата Грязєва-Шипунова ГШ-30-1 (рос. Авиационная пушка Грязева-Шипунова - 30-мм - один ствол),ТКБ-687, Індекс ГРАУ — 9-A-4071K) — авіаційна гармата, призначена для оснащення винищувачів (МіГ-29, Су-27, Су-30, Су-33, Су-35, Су-37), фронтових бомбардувальників (Су-34), літаків вертикального зльоту і посадки (Як-41, Як-141).
Гармата розроблена в ГУП Конструкторське бюро приладобудування (м. Тула) під керівництвом В. П. Грязєва і А. Г. Шипунова і поступила на озброєння на початку 1980-х років. Виробництвом гармати ГШ-30-1 займається ВАТ Іжевський машинобудівний завод.

## Опис
Гармата виконана за одноствольною схемою автоматики відкритого типу. Подача набоїв до гармати стрічкова, двостороння.
Для комплектації 30×165 мм патронних стрічок використовуються сталеві ланки 9-Н-623, набої 9-А-4002 з осколково-фугасно-запалювальними снарядами і набої 9-А-4511 з бронебійно-трасуючими снарядами, призначені для ураження легкоброньованих і легкоуражаемих наземних, надводних і повітряних цілей.
ГШ-30-1 це перша серійна радянська авіаційна гармата, що має водяне охолодження. У кожусі гармати знаходиться вода об'ємом 700 см. У процесі стрільби при нагріванні ствола вода перетворюється на пару. Пароводяна суміш проходить по гвинтових проточках на стволі, охолоджуючи його, а потім виходить назовні.
Управління стрільбою — дистанційне від джерела струму напругою 27В (патрони мають електричний капсуль-запальник).
Робота автоматики гармати забезпечується за рахунок використання енергії відкоту ствола.
Усунення осічок здійснюється за допомогою додаткового запалу 9-ЕМ-623. При його спрацьовуванні осічна гільза набою пробивається спеціальним бойком, відбувається займання пороху патрона, що викликає постріл.

### Кріплення
Виробником передбачені як рухомі, так і нерухомі варіанти кріплення гармати. Місця кріплення гармати на установці:
- Передня опора сферична поверхня корпусу, яка сприймає зусилля віддачі і передає його на силову опору установки;
- Задня опора напрямні казенника, що фіксують гармату в установці від повороту навколо поздовжньої осі;
- Додаткова опора циліндрична поверхня дуловій частині ствола, що підтримує ствол в установці.

Гармата є найлегшою і найбільш скорострільною з аналогічних систем у світі.

## Країни-оператори
- СРСР
- Росія
- КНР
- Індія